# Yambo (écrivain)
Pour les articles homonymes, voir Yambo.
Yambo, pseudonyme de Enrico de' Conti Novelli da Bertinoro ou encore Enrico Novelli, né à Pise le 5 juin 1876 et mort à Florence le 29 décembre 1943) est un journaliste, illustrateur, écrivain et auteur de bandes dessinées italien.
Yambo est connu surtout pour ses livres pour enfants. Personnalité éclectique, il est l'un des principaux auteurs de la littérature populaire italienne de la première moitié du XXe siècle. Par sa production de science-fiction , publiée principalement dans des magazines, ainsi que son film Un matrimonio interplanetario de 1910, il est également considéré comme l'un des précurseurs du cinéma de science-fiction en Italie.

## Biographie
De famille noble, Enrico de' Conti Novelli da Bertinoro est né à Pise le 5 juin 1876. Il est le fils de l'acteur Ermete Novelli. Il commence sa carrière de journaliste et d'illustrateur vers 1894, collaborant  à La Sera à Milan, où il insère ses propres «pantins», comme il les appelle, pour compléter ses articles. Il fonde Pupazzetto, un magazine mensuel illustré, à Rome en 1901. Il collabore également avec Il Novellino, avant de passer au journal florentin La Nazione. Il a contribué à l'hebdomadaire satirique Numéro publié entre 1914 et 1922 (no 57 du 24 janvier 1915) et à l'hebdomadaire illustré Il Balilla de 1925 à 1931.
Yambo s'inspire plutôt d'un autre auteur français qui, comme lui, est aussi un illustrateur, Albert Robida, pour sa subtile et paradoxale veine ironique[réf. nécessaire]. Yambo décrit de nombreux voyages extraordinaires comme Due anni in velocipede (1899), Gli eroi del Gladiator (1900), Capitan Fanfara,  Il giro del mondo in automobile (1904), Fortunato per forza! ou Il talismano delle 100.000 disgrazie (1910), (Atlantide - I figli dell'abisso (1901), une expédition en sous-marin à la recherche de l'Atlantide dans l'espace, Dalla terra alle stelle (1890), Gli esploratori dell'infinito (1906), voyage spatial de deux journalistes philanthropiques dans le système solaire chevauchant un astéroïde et rencontrant des martiens, La colonia lunare (1908), une expédition en aéronef sur la Lune peuplée au fond de ses cratères et au début de sa colonisation. Il re dei mondi (1910), dans l'infiniment petit L'atomo, (1912) ; chez les dinosaures (L'uovo di pterodattilo ou L'allevatore di dinosauri, (1926). Dans Viaggi e avventure attraverso il tempo e lo spazio (1933), un livre partagé entre la science-fiction et de divulgation[pas clair] envers un public jeune, il traite de thèmes mystérieux comme celui du continent perdu Atlantide.
Yambo est aussi un précurseur dans le cinéma italien car il écrit, réalise et interprète le film comédie de science fiction : Un matrimonio interplanetario, un court métrage muet réalisé en 1910 ; et dans les années 1930, dans le domaine de la bande dessinée italienne, sur Topolino.
Il est mort à Florence le 29 décembre 1943 d'un infarctus du myocarde.

## Œuvres notables
- Dalla terra alle stelle, 1890
- Due anni in velocipede, 1899
- Gli eroi del Gladiator, 1900
- Atlantide - I figli dell'abisso, 1901
- Le avventure di Ciuffettino, 1902
- Capitan Fanfara. Il giro del mondo in automobile, 1904
- Gli esploratori dell'infinito, 1906
- La colonia lunare, 1908
- Il mammouth, 1909 (avec Alberto Orsi)
- Il re dei mondi, 1910
- Fortunato per forza! (ou Il talismano delle 100.000 disgrazie), 1910
- L'atomo, 1912
- L'uovo di pterodattilo (ou L'allevatore di dinosauri), 1926.
- Santa pirateria. Avventure al tempo delle gesta di Fiume., 1939

### Galerie

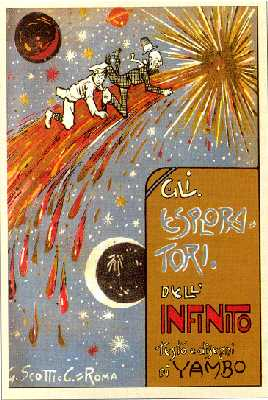
Gli esploratori dell'infinito (1906)
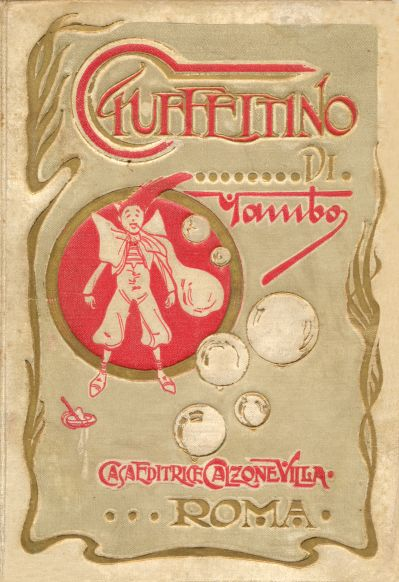
Ciuffettino (1908)
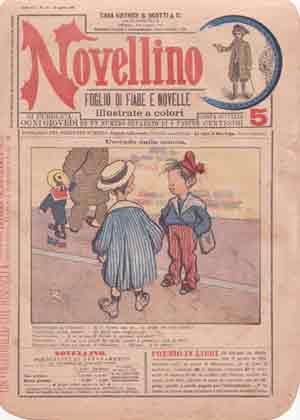
Illustration de Il Novellino (1907).

## Filmographie
- 1910 : Un matrimonio interplanetario (réalisation, scénario, acteur)